# Philodromus rikhteri
Philodromus rikhteri es una especie de araña cangrejo del género Philodromus, familia Philodromidae. Fue descrita científicamente por Logunov & Huseynov en 2008.